# 平田徹
平田 徹（ひらた とおる、1983年5月10日 - ）は神奈川県横浜市出身の日本の高校野球指導者。高校保健体育科教諭。

## 経歴・人物

### 選手時代
ポジションは捕手。1999年、横浜高校（以降:横浜）に入学し、硬式野球部へ入部。全国高校野球選手権大会に2回出場。2年次ベスト8。3年次には主将になり、同選手権で優勝する事になる東京の日大三高に準決勝で敗れるが、荒波翔、円谷英俊らと共にベスト4進出。卒業後、国際武道大学へ進学し、野球を継続。大学でも四年生時に主将を務める。

### 母校・横浜での指導
国際武道大学卒業後の2006年、横浜高校のコーチに就任。2010年に部長の小倉清一郎が定年を迎え、部長に昇格。
2015年夏の大会後、恩師である渡辺元智の勇退に伴い、監督に就任。2019年9月まで監督を務めた。
渡辺・小倉のコンビでもできなかった夏の神奈川県大会三連覇を、就任一年目の2016年から2018年にかけて達成。翌2019年の選抜にも出場し、就任から四年連続で甲子園出場を果たした。
2015年から2019年まで、春夏秋計13回の神奈川県大会で7度の優勝、2度の準優勝を誇る。
選手時代2回、コーチ時代3回、部長時代5回、監督時代４回の計14回甲子園大会に出場している。
2016年と2017年には、夏の神奈川県大会のチーム総本塁打数を二年連続で更新した(ともに14本)。
2019年9月に、パワハラ指導があったと神奈川新聞によって報道され、部長の金子雅と共に解任された。

### 横浜高校退職後
2020年11月にSportible inc.を設立し、スポーツコンサルティング事業を展開している。
2022年4月からは兵庫県の古豪・神戸村野工業高等学校の保健体育科教諭として採用され、同校硬式野球部の顧問に就任するが、監督就任迄の準備期間として指導には携わっていない。同年夏の大会終了後からは監督に就任する。